# Jamie Hector
Jamie Hector (Brooklyn (New York), 7 oktober 1975) is een Amerikaans acteur.

## Filmografie

### Films
Uitgezonderd korte films.
- 2023 Vacation Friends 2 - als Warren
- 2022 The Listener - als Ray
- 2020 16 Bars - als Deacon
- 2018 Canal Street – als pastor Sam Billings
- 2018 Doubting Thomas – als Ron
- 2017 All Eyez on Me – als Mutulu
- 2015 A Year and Change – als Todd
- 2014 Secrets of the Magic City – als Tru
- 2013 Grow – als Sosa
- 2013 Diggy Simmons MOW – als Keith Blackstone
- 2012 A Feeling from Within – als Samuels
- 2012 Life, Love, Soul – als Mr. Roundtree
- 2010 The Gift – als Darnell Powell
- 2010 Frederick Douglass: Pathway from Slavery to Freedom – als Frederick Douglass
- 2010 Night Catches Us – als Miller
- 2009 Just Another Day – als jonge Eastie
- 2008 Max Payne – als Lincoln Deneuf
- 2007 Blackout – als Rasheed
- 2004 Brooklyn Bound – als Courtland
- 2004 Everyday People – als Devon
- 2004 Joy Road – als Dante
- 2003 The Fast Life – als Danny
- 2002 Paid in Full – als Dunn
- 2001 Prison Song – als telefoonjongen
- 2000 The Day the Ponies Come Back – als Darryl Boyd
- 1999 Ghost Dog: The Way of the Samurai – als gangster in rood
- 1998 He Got Game – als Leech

### Televisieseries
Uitgezonderd eenmalige gastrollen.
- 2022 - 2023 Bosch: Legacy - als rechercheur Jerry Edgar - 3 afl.
- 2022 We Own This City - als Sean Suiter - 6 afl.
- 2014 - 2021 Bosch – als Jerry Edgar – 68 afl.
- 2019 Wu-Tang: An American Saga – als Andre D Andre – 4 afl.
- 2017 - 2018 Queen of the South – als Devon Finch – 11 afl.
- 2014 - 2017 The Strain – als Alonso Creem – 10 afl.
- 2016 Quarry – als Arthur Solomon – 2 afl.
- 2014 - 2015 Power – als Drifty – 5 afl.
- 2014 - 2015 Person of Interest – als Link Cordell – 4 afl.
- 2010 Mercy – als de dief – 2 afl.
- 2008 Heroes: Hard Knox – als Benjamin 'Knox' Washington – webminiserie
- 2008 Heroes – als Benjamin 'Knox' Washington – 10 afl.
- 2004 - 2008 The Wire – als Marlo Stanfield – 32 afl.

### Computerspellen
- 2019 Gears 5 – als Emile-A239
- 2016 Dishonored 2 – als Liam Byrne
- 2010 Halo: Reach – als Emile
- 2005 Grand Theft Auto: Liberty City Stories – als voetganger
- 2005 The Warriors – als toegevoegde stemmen

- Gemeinsame Normdatei: 1062305655
- Library of Congress Control Number: no2008124569
- Nationale Bibliotheek van Israël: 987007320747505171
- Virtual International Authority File: 17044478
- WorldCat: E39PBJhCKyFwvf7Qg8GWBYRBT3